# Jazzland Records (1960)
Jazzland Records was een Amerikaans platenlabel, dat in 1960 werd opgericht door Orrin Keepnews en Bill Grauer. Het was een sublabel van hun platenmaatschappij Riverside Records. Het label bracht aanvankelijk eerder uitgekomen Riverside-platen opnieuw uit, maar kwam later met andere muziek (van onder meer de Amerikaanse jazzsaxofonist Julian Cannonball Adderley). De Jazzland Records-catalogus is nu eigendom van Concord Music Group.
Het hoofdkantoor was gevestigd in New York.